# Чемпіонат Тунісу з футболу 2007—2008: Професійна ліга 1
Туніська професійна ліга 1 2007—2008 — 53-й сезон найвищої футбольної ліги Тунісу після незалежності. Усього брали участь 14 клубів. Чемпіонат проходив з 11 серпня 2007 року по 22 травня 2008 року. Переможцем став «Клуб Африкен».

## Турнірна таблиця
| Поз | Команда          | І  | В  | Н  | П  | ГЗ | ГП | РГ  | О  | Кваліфікація або пониження                                                     |
| --- | ---------------- | -- | -- | -- | -- | -- | -- | --- | -- | ------------------------------------------------------------------------------ |
| 1   | Клуб Африкен     | 26 | 19 | 6  | 1  | 37 | 12 | +25 | 63 | Кваліфікація до Ліги чемпіонів КАФ 2009                                        |
| 2   | Етуаль дю Сахель | 26 | 18 | 7  | 1  | 40 | 9  | +31 | 61 | Кваліфікація до Ліги чемпіонів КАФ 2009                                        |
| 3   | Есперанс         | 26 | 14 | 4  | 8  | 36 | 18 | +18 | 46 | Кваліфікація до Арабської ліги чемпіонів 2008—09                               |
| 4   | Монастір         | 26 | 10 | 6  | 10 | 27 | 32 | −5  | 36 | Кваліфікація до Арабської ліги чемпіонів 2008—09                               |
| 5   | Стад Тунізьєн    | 26 | 10 | 6  | 10 | 24 | 34 | −10 | 36 | Кваліфікація до Кубка конфедерацій КАФ 2009                                    |
| 6   | Гафса            | 26 | 11 | 2  | 13 | 35 | 31 | +4  | 35 | Кваліфікація до Кубка конфедерацій КАФ 2009                                    |
| 7   | Ла-Марса         | 26 | 9  | 6  | 11 | 26 | 30 | −4  | 33 |                                                                                |
| 8   | Бізертен         | 26 | 9  | 6  | 11 | 25 | 30 | −5  | 33 |                                                                                |
| 9   | Хаммам-Ліф       | 26 | 9  | 5  | 12 | 24 | 28 | −4  | 32 |                                                                                |
| 10  | Сфаксьєн         | 26 | 7  | 10 | 9  | 28 | 29 | −1  | 29 | Кваліфікація до Кубка конфедерацій КАФ 2009 і Арабської ліги чемпіонів 2008—09 |
| 11  | Олімпік          | 26 | 7  | 7  | 12 | 21 | 26 | −5  | 28 |                                                                                |
| 12  | Джендуба Спорт   | 26 | 6  | 9  | 11 | 18 | 30 | −12 | 27 |                                                                                |
| 13  | Стад Габесін     | 26 | 5  | 8  | 13 | 21 | 34 | −13 | 23 | Виліт до Професійної ліги 2                                                    |
| 14  | Зарзіс           | 26 | 2  | 10 | 14 | 12 | 31 | −19 | 16 | Виліт до Професійної ліги 2                                                    |

1. ↑  «Сфаксьєн» покинув матч зі «Есперанс» 27 грудня 2007 року при рахунку 0:2. Унаслідок цього було знято 2 бали.